# Impasse de la Chapelle
Impasse de la Chapelle är en återvändsgata i Quartier de la Goutte-d'Or i Paris artonde arrondissement. Gatan är uppkallad efter den närbelägna Rue de la Chapelle som i sin tur är uppkallad efter den tidigare kommunen La Chapelle. Impasse de la Chapelle börjar vid Rue de la Chapelle 31.

## Omgivningar
- Saint-Denys de la Chapelle
- Sainte-Jeanne-d'Arc
- Jardin Nusch-Éluard

## Bilder
| - Gatuskylt. - Saint-Denys de la Chapelle. - Sainte-Jeanne-d'Arc. - Jardin Nusch-Éluard. |

## Kommunikationer
- Tunnelbana – linje  – Marx Dormoy
- Busshållplats Les Roses – Paris bussnät

### Webbkällor
- ”Impasse de la Chapelle”. Mairie de Paris. https://web.archive.org/web/20160303202249/http://www.v2asp.paris.fr/commun/v2asp/v2/nomenclature_voies/Voieactu/1770.nom.htm. Läst 1 september 2023.
- ”Impasse de la Chapelle (18ème arrondissement)”. Les rues de Paris. https://web.archive.org/web/20190901222009/http://www.parisrues.com/rues18/paris-18-impasse-de-la-chapelle.html. Läst 1 september 2023.